# Ackerbürger

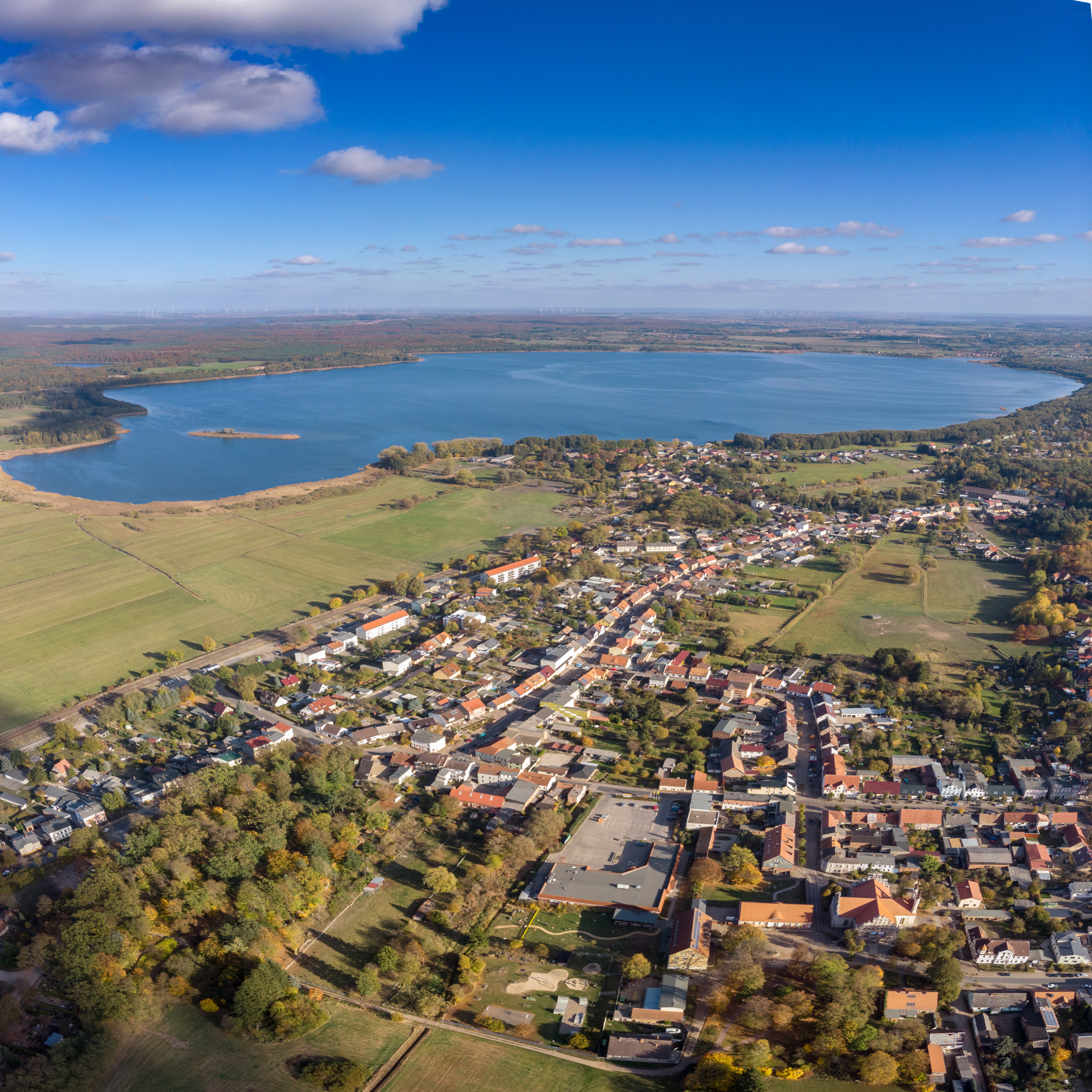
Ackerbürgerstadt Joachimsthal

Als Ackerbürger wurden diejenigen Bürger einer Stadt oder Bewohner einer Marktgemeinde bezeichnet, die im Haupterwerb Landwirtschaft betrieben und daraus den wesentlichen Teil ihrer Einkünfte bezogen.

## Stadtbauern
Ackerbürger stellten ab dem Mittelalter innerhalb der städtischen Sozialstruktur eine Sondergruppe dar. Ein Ackerbürger war keinem der typisch städtischen Erwerbsstände zuzuordnen. Er war ein Bauer mit Bürgereigenschaft und bewirtschaftete seine Ländereien innerhalb der städtischen Feldmark, die durch ergänzende Pachtung von landwirtschaftlicher Nutzfläche anderer Bürger hinreichend große Wirtschaftseinheiten ergaben. Ackerbürger, also „Stadtbauern“, gab es gleichermaßen in größeren wie kleineren Städten. Neuere statistische und sozialgeschichtliche Untersuchungen führten zu der Erkenntnis, dass die Zahl von Ackerbürgern in den meisten europäischen Städten deutlich hinter anderen, typisch städtischen Erwerbszweigen zurückstand und der städtischen Agrarwirtschaft eine nachrangige Rolle zukam, die vor allem auf Eigenversorgung der Städte und ihrer Bewohner beschränkt blieb.
Als Ackerbürger galt nicht, wer Bürger einer Stadt war und seine Ländereien innerhalb der Stadtfeldmark lediglich im Nebenerwerb oder zur Selbstversorgung bewirtschaftete oder bewirtschaften ließ. Die Kombination aus einem Haupterwerb im Handwerk, Gewerbe oder Handel und landwirtschaftlicher Nebentätigkeit blieb über Jahrhunderte für das Leben der Menschen in den Städten prägend. Als Ackerbürger galt auch nicht, wer als Einlieger oder Einwohner in einer Stadt lebte, ohne das Bürgerrecht zu besitzen, auch wenn er seinen Hauptnahrungserwerb in der Landwirtschaft hatte.
Traditionell begannen Ackerbürger spätestens im 18. Jahrhundert, sich in handwerksähnlichen Zünften oder Ämtern zu vereinigen, die häufig als Bauzünfte, Baugewerke oder Baumannschaft Spuren in der Stadtgeschichte hinterlassen haben. Teilweise organisierten und finanzierten diese Vereinigungen gemeinsame Projekte im Straßen- und Wegebau, vor allem aber koordinierten sie die Nutzung der Äcker und Weiden sowie die gemeinschaftliche Viehhaltung. Auch unterhielten viele Städte eigene Bauhöfe, die die städtischen Ländereien bewirtschafteten.

## Ackerbürgerhaus

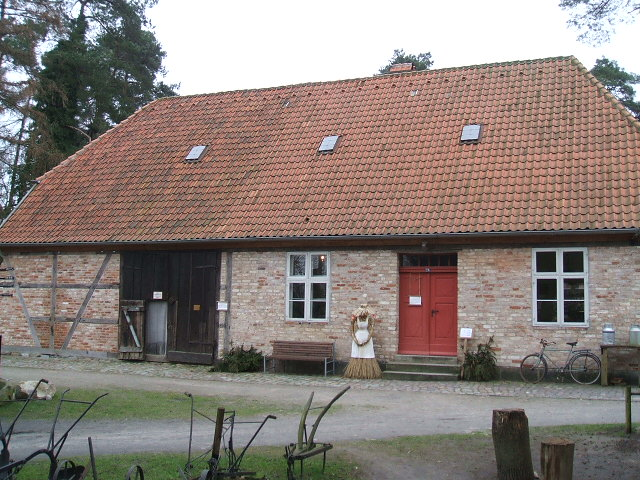
Ackerbürgerhaus im Zoo Stralsund

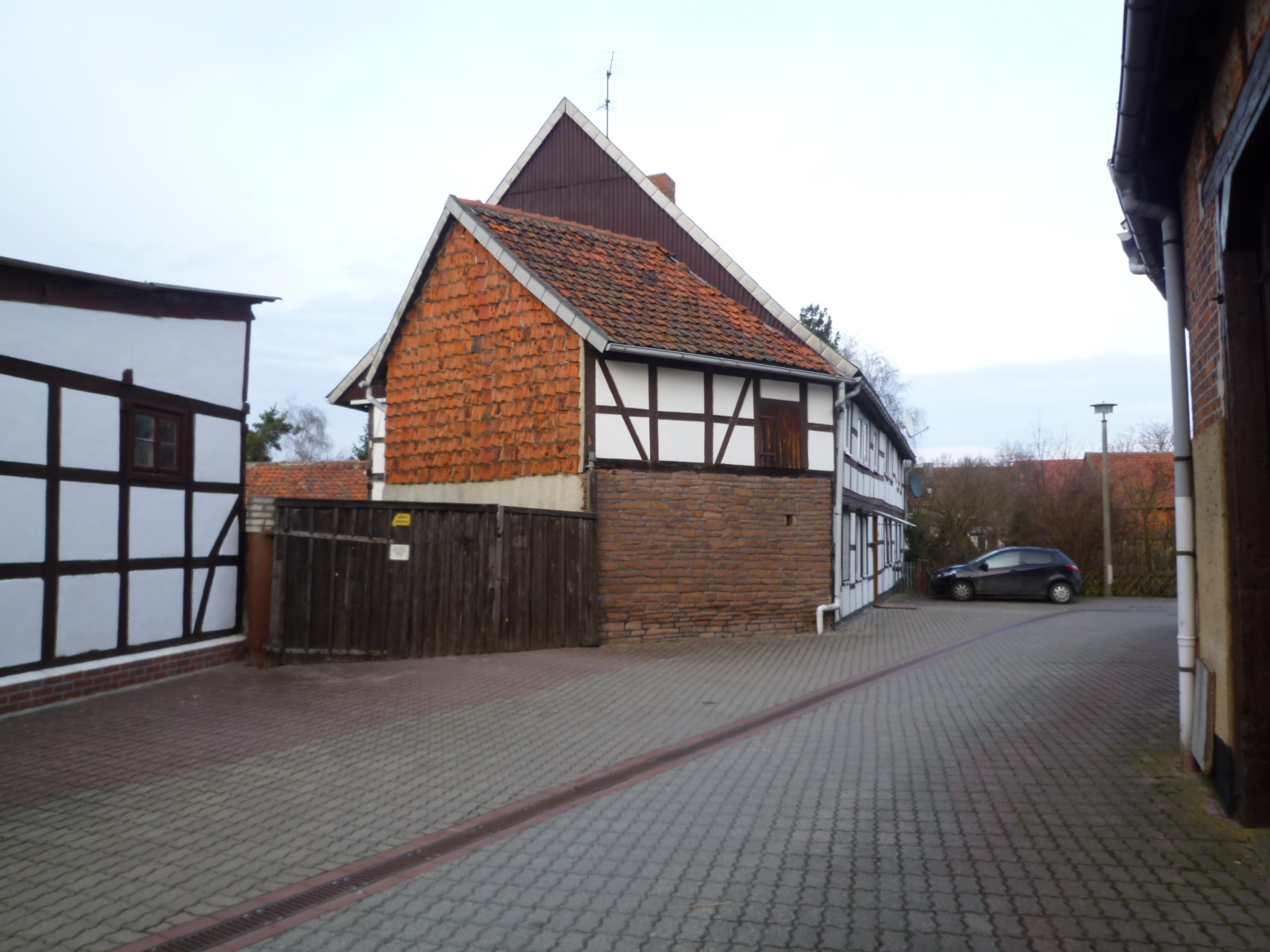
Ackerbürgerhaus in Calvörde

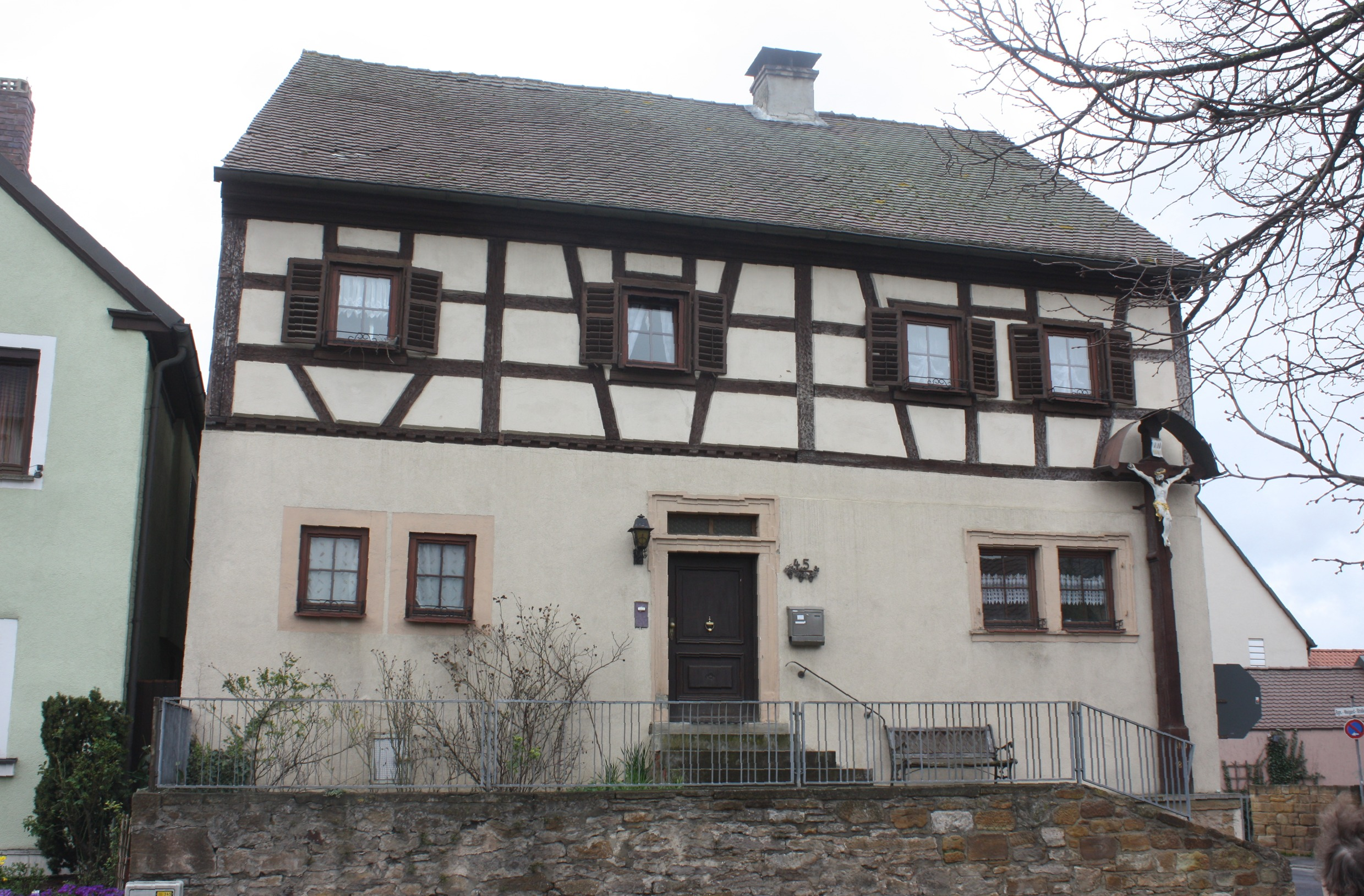
Als „Ackerbürgerhaus“ bezeichnetes Baudenkmal in Gerolzhofen

Als Ackerbürgerhaus werden oft historische Gebäudestrukturen bezeichnet, die große Toreinfahrten besaßen und für einen Landwirtschaftsbetrieb geeignet waren. Die Häuser standen oft am Rand der Städte in der Nähe der Stadttore, damit die Ackerwagen nicht den allgemeinen Verkehr behinderten. Die neuere Hausforschung belegt jedoch, dass derartige Äußerlichkeiten keine zuverlässigen Kriterien sind, um Ackerbürgerhäuser von anderen Wohnbauten zu unterscheiden. Nach neuerer Lesart hat es das typische Ackerbürgerhaus nicht gegeben.

## Ackerbürgerstadt
Unter einer Ackerbürgerstadt versteht man eine Stadt, deren wirtschaftliche Grundlage hauptsächlich die Landwirtschaft war und die keine zentrale innerstädtische Verwaltung aufwies. Im Gegensatz dazu wiesen typische europäische Städte vor allem Handwerks- und Gewerbebetriebe sowie Handel auf. Der Nachweis von Ackerbürgern in einer Stadt oder die Existenz von Gebäuden, die zum Landwirtschaftsbetrieb der städtischen Bauern dienten, charakterisiert eine Stadt nicht zwingend als Ackerbürgerstadt. Erst wenn in einer Stadt die Bürger (nicht die Einwohner) zahlenmäßig überwogen, die im Vollerwerb Landwirtschaft betrieben, spricht man von einer Ackerbürgerstadt. Wie neuere Untersuchungen ergeben haben, können viele Orte, die bisher als typische Ackerbürgerstädte angesehen wurden, wie Blomberg, Rietberg und Wiedenbrück, nicht als solche bezeichnet werden. Sie zeichneten sich durch eine wesentlich differenziertere Sozialstruktur aus und die Landwirtschaft spielte nur eine untergeordnete Rolle.
Auch „Scheunenviertel“ entlang der Ausfallstraßen vor den Toren einer Stadt sind kein sicherer Anhaltspunkt zur Klassifikation des Ortes als Ackerbürgerstadt. Vielmehr sind sie sichtbares Zeugnis der ab Mitte des 18. Jahrhunderts verschärften Brandschutzbestimmungen, die zur Verlegung der Scheunen der Bürger aus dem Wohnbereich der Städte hinaus vor die Tore führte.
Ab Ende des 18. Jahrhunderts kam es in vielen Städten zur grundlegenden Umgestaltung der städtischen Agrarverfassung. In zeitgenössischen Quellen als Gemeinheitsteilung oder Separation bezeichnet wurde die landwirtschaftliche Nutzfläche auf städtischem Grund vermessen, neu geordnet und oft im Losverfahren in den Besitz der anteilsberechtigten Bürger zurückgegeben. Einher ging diese Neuordnung mit der Abschaffung der Allmende (gemeinschaftliches Eigentum). Mancherorts formierten sich infolge dieser Neuordnung landwirtschaftliche Gutskomplexe auf städtischem Areal.
In allen alten Städten von Mecklenburg gehörte zu jedem einzelnen Hausgrundstück bis weit ins 19. Jahrhundert hinein als Pertinenz stets ein bestimmter, unveräußerlicher Anteil der landwirtschaftlichen Nutzfläche der Stadtfeldmark, der von den Bürgern entweder selbst bewirtschaftet oder Dritten zur Pacht überlassen werden konnte. Dennoch kannte das alte mecklenburgische Landrecht keine bäuerliche Bevölkerung in den Städten. Bürger einer Stadt konnte nur werden, wer sogenannter ehrlicher Abstammung und als Händler, Gewerbetreibender oder Handwerker tätig war, ein Haus in der betreffenden Stadt besaß und den Bürgereid leistete. Die Bewirtschaftung der Ländereien auf städtischem Areal durch die Bürger erfolgte in Mecklenburg in der Regel im Nebenerwerb. Für untere soziale Schichten boten sich in der städtischen Landwirtschaft (zumeist im Tagelohn) Möglichkeiten des Nahrungserwerbs. Klassische Ackerbürger mit eigener Anspannung, die die Landwirtschaft im Vollerwerb betrieben, gab es in mecklenburgischen Städten nur vereinzelt. Das Kriterium einer Ackerbürgerstadt erfüllte keine einzige der kleinen mecklenburgischen Landstädte, obgleich eine landwirtschaftliche Betätigung – oft zur Eigenversorgung – über Jahrhunderte zum Lebensalltag auch der Stadtbevölkerung gehörte.
Beispielsweise in Weimar und Frohburg sind noch Ackerbürgerscheunen erhalten.